# Salvador Reyes
Salvador Reyes Monteón (Guadalajara, 20 september 1936 – Guadalajara, 29 december 2012) was een Mexicaans voetballer. Hij speelde van 1952 tot 1967 als aanvaller voor Chivas Guadalajara.

## Clubcarrière
Reyes werd met Chivas zevenmaal Mexicaans landskampioen (1957, 1959, 1960, 1961, 1962, 1964, 1965) en eenmaal de CONCACAF Champions Cup (1962). Hij is bovendien topscorer aller tijden voor de club met 122 competitietreffers. Op 19 januari 2008 maakte Reyes na 41 jaar zijn rentree toen hij op 71-jarige leeftijd in de basis begon bij Chivas op de eerste speeldag van de tweede helft van de Primera División de México tegen Pumas UNAM. Met zijn optreden werd hij de oudste voetballer ooit die actief was in de Primera División de México. Reyes raakte twee keer de bal in een combinatie met Ramón Morales en na vijftig seconden werd hij uiteindelijk gewisseld voor Omar Bravo. Het was een eerbetoon aan de gouden generatie van Chivas waartoe Reyes behoorde. Chivas had Reyes officieel ingeschreven bij de Mexicaanse voetbalbond als actief lid van de selectie. Hij droeg het shirt met rugnummer 57, verwijzend naar het jaar waarin Chivas dankzij een goal van Reyes de eerste van de vijf titels won.

## Interlandcarrière
Reyes debuteerde op 4 maart 1956 tegen Peru in het Mexicaans nationaal elftal. Op 7 april 1957 maakte hij tegen de Verenigde Staten zijn eerste interlanddoelpunt. Uiteindelijk kwam Reyes tot 48 interlands, waarin hij 14 doelpunten maakte. De aanvaller nam met Mexico deel aan de wereldkampioenschappen van 1958, 1962 en 1966.